# Aemocia borneana
Aemocia borneana är en skalbaggsart som beskrevs av Stefan von Breuning 1974. Aemocia borneana ingår i släktet Aemocia och familjen långhorningar. Inga underarter finns listade i Catalogue of Life.